# Muzyka do Egmonta (Beethoven)

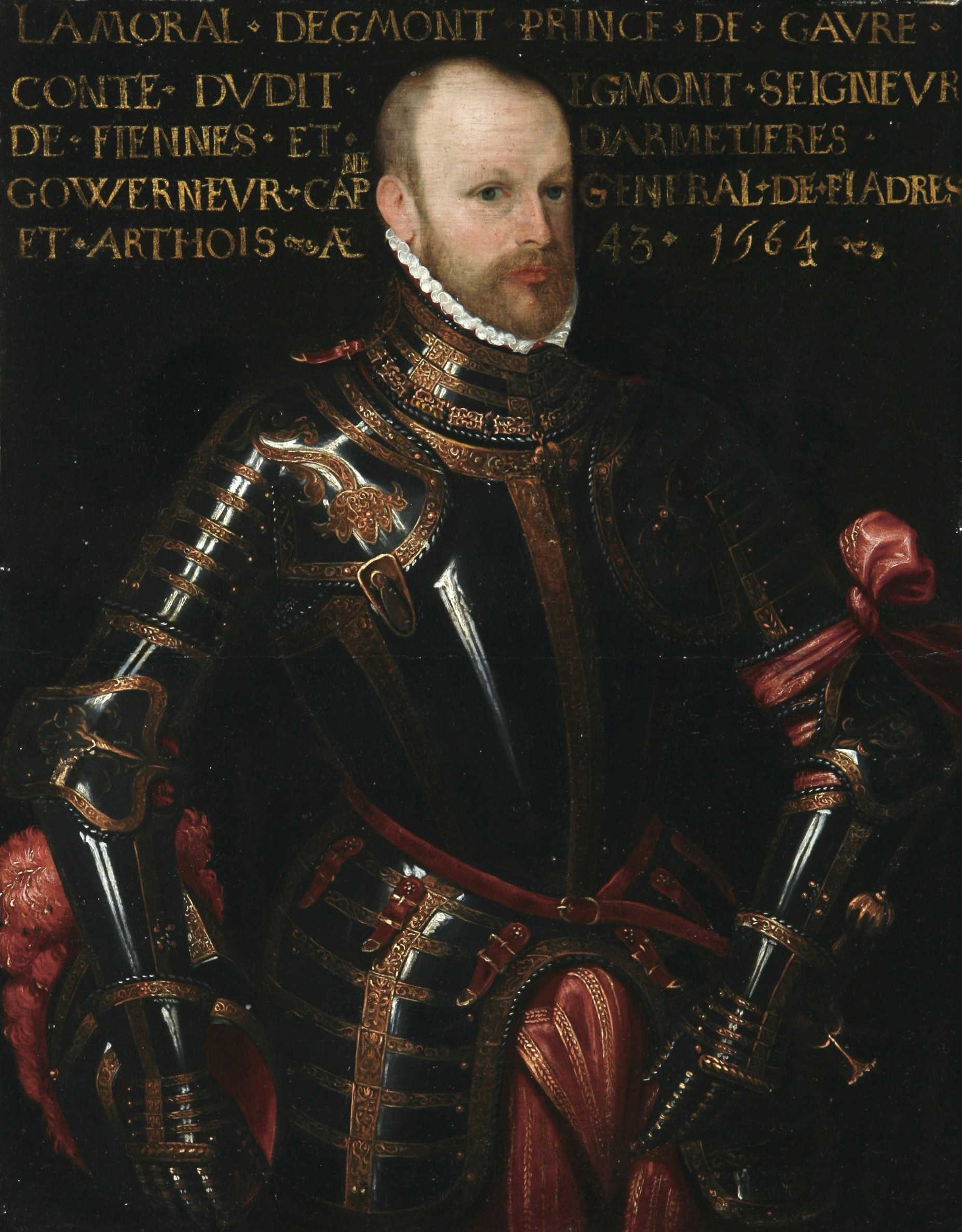
Lamoral, hrabia Egmont (1522-68)

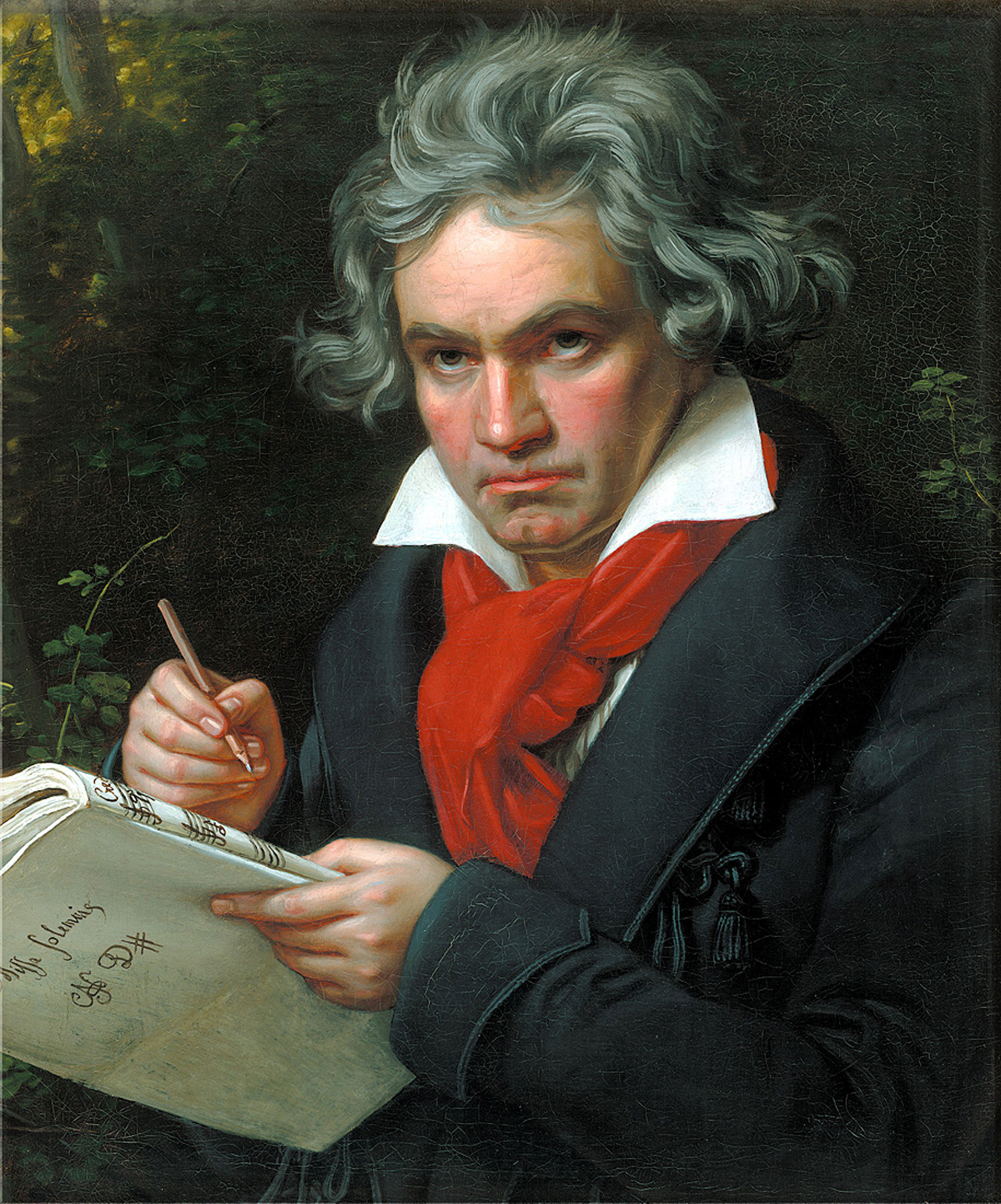
Ludwig van Beethoven (1770–1827)

Muzyka do sztuki J.W. Goethego "Egmont" autorstwa Ludwiga van Beethovena powstała w latach 1809–10, na zamówienie poety, który chciał wykorzystać ją podczas inscenizacji sztuki.
Beethovenowi, wielkiemu wielbicielowi talentu Goethego, radość przyniósł nie tylko fakt, że Goethe powierzył właśnie jemu zadanie skomponowanie muzyki do Egmonta, ale i samo obcowanie z dramatem, którego bohater, hrabia Egmont, namiestnik Flandrii, skazany na śmierć za udział w powstaniu przeciwko Hiszpanii, był bardzo bliski rewolucyjnym ideałom kompozytora.
Dziś w inscenizacjach Egmonta bardzo rzadko wykorzystywana jest muzyka Beethovena. Za najcenniejsze jej fragmenty uchodzą Pieśń Klärchen i Larghetto napisane do sceny śmierci Klärchen, a także wieńcząca dzieło, skomponowana na specjalne życzenie Goethego, tzw. Symfonia zwycięstwa.
Próbie czasu oparła się natomiast uwertura w tonacji f-moll, wykonywana jako samodzielne dzieło.

## Części
1. Uwertura. Sostenuto, ma non troppo – Allegro
2. Pieśń: "Die Trommel gerühret"
3. Antrakt: Andante
4. Antrakt: Larghetto
5. Pieśń: "Freudvoll und Leidvoll"
6. Antrakt: Allegro – Marcia
7. Antrakt: Poco sostenuto e risoluto
8. Śmierć Klärchen
9. Melodram: "Süßer Schlaf"
10. Symfonia zwycięstwa[1]: Allegro con brio